# Скеат
Скеат (др.-англ. sceatt) — раннесредневековая серебряная монета, чеканилась в Англии, Фрисландии и Ютландии в англосаксонский период в VII-VIII веках. Обычно весила от 0,8 до 1,3 грамма. 
На монетах были изображены человеческие фигуры, животные, птицы, кресты, растения и монстры, все из которых были объяснены Анной Гэннон. 
Они были эквивалентны 1⁄20 шиллинга. До 867 года Нортумбрия использовала скеаты.

## Этимология
Название произошло от древнеанглийского слова «sceatt» означающее «богатство», «деньги» и «монета». Однако вполне вероятно, что монету чаще называли «пенни» (др.-англ. peningas). 